# St. Josef der Bräutigam (Oberfladungen)

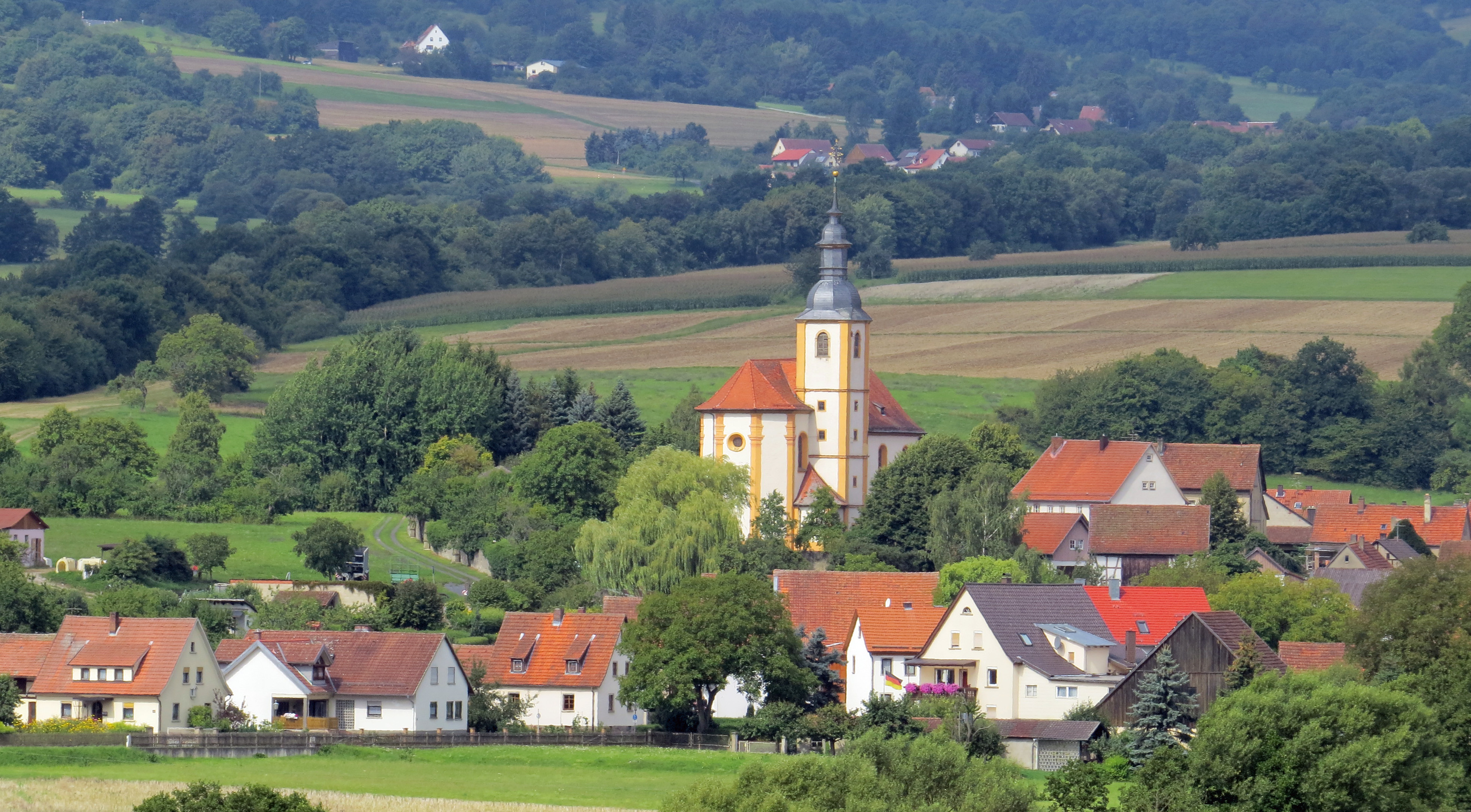
St. Josef der Bräutigam (Oberfladungen)

Die römisch-katholische St. Josef der Bräutigam steht in Oberfladungen, einem Gemeindeteil von Fladungen im unterfränkischen Landkreis Rhön-Grabfeld in Bayern. Das denkmalgeschützte Bauwerk entstand Ende des 17. Jahrhunderts. Die Pfarrei gehört zum Dekanat Rhön-Grabfeld des Bistums Würzburg.

## Beschreibung
Die Saalkirche wurde 1694 nach einem Entwurf von Antonio Petrini gebaut. Der durch Gesimse in vier Geschosse gegliederte und mit Lisenen an den Ecken verzierte Kirchturm, der im nordöstlichen Winkel zwischen Langhaus und dem eingezogenen, dreiseitig geschlossenen, mit Pilastern an den Ecken verzierten Chor im Osten steht, der höher als das Langhaus ist, wurde mit einer schiefergedeckten Glockenhaube mit Laterne bedeckt. Die rundbogigen Klangarkaden im obersten Geschoss fehlen auf der Westseite, die aus Gründen der Witterung verschiefert ist. Im Glockenstuhl hängen drei Kirchenglocken. Das Portal befindet sich an der Nordseite des aus drei Achsen bestehenden Langhauses mit Bogenfenstern. An der Rückseite des Chors befindet sich ein Ochsenauge. Der Innenraum des Langhauses, in dessen westlicher Achse sich eine Empore für die Orgel befindet, ist mit einer Kassettendecke überspannt, der des Chors mit einem Stichkappengewölbe. Die Kirchenausstattung stammt aus der Bauzeit.